# Lotos Poland Tour
Lotos Poland Tour – cykl czterech zawodów skoków narciarskich na igelicie (trzech indywidualnych i drużynowego) rozegranych w Polsce w 2011 roku w ramach Letniego Grand Prix. Odbył się on na skoczniach: Wielkiej Krokwi w Zakopanem, Skalitem w Szczyrku i Malince w Wiśle.

## Kalendarz i wyniki
| Lp.                     | Data                    | Miejscowość             | Skocznia                | HS                      | 1. miejsce                                                                                     | 2. miejsce                                                                           | 3. miejsce                                                                           |
| ----------------------- | ----------------------- | ----------------------- | ----------------------- | ----------------------- | ---------------------------------------------------------------------------------------------- | ------------------------------------------------------------------------------------ | ------------------------------------------------------------------------------------ |
| 1.                      | 17 lipca 2011           | Wisła                   | Malinka                 | HS134                   | Thomas Morgenstern                                                                             | Pawieł Karielin                                                                      | Gregor Schlierenzauer                                                                |
| 2.                      | 20 lipca 2011           | Szczyrk                 | Skalite                 | HS106                   | Thomas Morgenstern                                                                             | Gregor Schlierenzauer                                                                | Kamil Stoch                                                                          |
| 3.                      | 22 lipca 2011           | Zakopane                | Wielka Krokiew          | HS134                   | Austria 1. Wolfgang Loitzl · 2. Martin Koch · 3. Gregor Schlierenzauer · 4. Thomas Morgenstern | Niemcy 1. Martin Schmitt · 2. Stephan Hocke · 3. Richard Freitag · 4. Severin Freund | Rosja 1. Dienis Korniłow · 2. Dmitrij Ipatow · 3. Ilja Roslakow · 4. Pawieł Karielin |
| 4.                      | 23 lipca 2011           | Zakopane                | Wielka Krokiew          | HS134                   | Thomas Morgenstern                                                                             | Gregor Schlierenzauer                                                                | Kamil Stoch                                                                          |
| Klasyfikacja generalna: | Klasyfikacja generalna: | Klasyfikacja generalna: | Klasyfikacja generalna: | Klasyfikacja generalna: | Thomas Morgenstern                                                                             | Gregor Schlierenzauer                                                                | Kamil Stoch                                                                          |

## Klasyfikacja generalna
| Miejsce | Zawodnik              | Występy | Punkty | Strata do lidera |
| ------- | --------------------- | ------- | ------ | ---------------- |
| 1.      | Thomas Morgenstern    | 3       | 766,8  | 0                |
| 2.      | Gregor Schlierenzauer | 3       | 754,2  | -12,6            |
| 3.      | Kamil Stoch           | 3       | 726,3  | -40,5            |
| 4.      | Severin Freund        | 3       | 710,7  | -56,1            |
| 5.      | Richard Freitag       | 3       | 706,0  | -60,8            |
| 6.      | Pawieł Karielin       | 3       | 701,3  | -65,5            |
| 7.      | Tom Hilde             | 3       | 688,2  | -78,6            |
| 8.      | Robert Kranjec        | 3       | 682,8  | -84,0            |
| 9.      | Maciej Kot            | 3       | 682,3  | -84,5            |
| 9.      | Taku Takeuchi         | 3       | 682,3  | -84,5            |
| 11.     | Krzysztof Miętus      | 3       | 648,4  | -118,4           |
| 12.     | Wolfgang Loitzl       | 3       | 646,9  | -119,9           |
| 13.     | Lukáš Hlava           | 3       | 641,1  | -125,7           |
| 14.     | Fumihisa Yumoto       | 3       | 632,2  | -134,6           |
| 15.     | Johan Remen Evensen   | 3       | 627,3  | -139,5           |
| 16.     | Bartłomiej Kłusek     | 3       | 603,0  | -163,8           |
| 17.     | Martin Schmitt        | 3       | 601,8  | -165,0           |
| 18.     | Peter Prevc           | 3       | 595,3  | -171,5           |
| 19.     | Władimir Zografski    | 3       | 574,1  | -192,7           |
| 20.     | Michael Hayböck       | 3       | 517,9  | -248,9           |
| 21.     | Stephan Hocke         | 3       | 515,8  | -251,0           |
| 22.     | Jakub Janda           | 3       | 510,7  | -256,1           |
| 23.     | Dawid Kubacki         | 3       | 510,3  | -256,5           |
| 24.     | Martin Koch           | 3       | 509,1  | -257,7           |
| 25.     | Martin Cikl           | 3       | 503,3  | -263,5           |
| 26.     | Maximilian Mechler    | 3       | 500,9  | -265,9           |
| 27.     | Ondřej Vaculík        | 3       | 500,7  | -266,1           |
| 28.     | Jure Šinkovec         | 3       | 499,9  | -266,9           |
| 29.     | Anders Bardal         | 3       | 493,4  | -273,4           |
| 30.     | Dienis Korniłow       | 3       | 467,1  | -299,7           |
| 31.     | Ilja Roslakow         | 3       | 464,5  | -302,3           |
| 32.     | Junshirō Kobayashi    | 2       | 449,9  | -316,9           |
| 33.     | Andreas Stjernen      | 2       | 428,4  | -338,4           |
| 34.     | Mitja Mežnar          | 3       | 386,0  | -380,8           |
| 35.     | Jurij Tepeš           | 3       | 383,9  | -382,9           |
| 36.     | Jarkko Määttä         | 3       | 381,4  | -385,4           |
| 37.     | Borek Sedlák          | 3       | 291,8  | -475,0           |
| 38.     | Kalle Keituri         | 3       | 290,4  | -476,4           |
| 39.     | Stefan Hula           | 2       | 280,0  | -486,8           |
| 40.     | Noriaki Kasai         | 3       | 273,0  | -493,8           |
| 41.     | Shōhei Tochimoto      | 3       | 270,3  | -496,5           |
| 42.     | Aleksiej Korolow      | 3       | 264,7  | -502,1           |
| 43.     | Anssi Koivuranta      | 3       | 263,5  | -503,3           |
| 44.     | Pascal Bodmer         | 3       | 258,8  | -508,0           |
| 45.     | Dejan Judež           | 3       | 243,7  | -523,1           |
| 46.     | Sebastian Colloredo   | 1       | 209,9  | -556,9           |
| 47.     | Olli Muotka           | 2       | 174,4  | -592,4           |
| 48.     | Rune Velta            | 2       | 168,0  | -598,8           |
| 49.     | Grzegorz Miętus       | 1       | 166,5  | -600,3           |
| 50.     | Davide Bresadola      | 1       | 103,5  | -663,3           |
| 51.     | Tomáš Zmoray          | 1       | 103,3  | -663,5           |
| 52.     | Bjørn Einar Romøren   | 1       | 88,8   | -678,0           |
| 53.     | Andrea Morassi        | 1       | 87,8   | -679,0           |
| 54.     | Jan Ziobro            | 1       | 86,6   | -680,2           |
| 55.     | Juha-Matti Ruuskanen  | 1       | 85,1   | -681,7           |
| 56.     | Rafał Śliż            | 1       | 81,9   | -684,9           |
| 57.     | Piotr Żyła            | 1       | 64,7   | -702,1           |